# Saint-Vincent-de-Barbeyrargues
Saint-Vincent-de-Barbeyrargues is een gemeente in het Franse departement Hérault (regio Occitanie) en telt 633 inwoners (2004). De gemeente werd op 1 januari 2017 overgeheveld van het arrondissement Montpellier naar het arrondissement Lodève.

## Geografie
De oppervlakte van Saint-Vincent-de-Barbeyrargues bedraagt 2,2 km², de bevolkingsdichtheid is 287,7 inwoners per km².

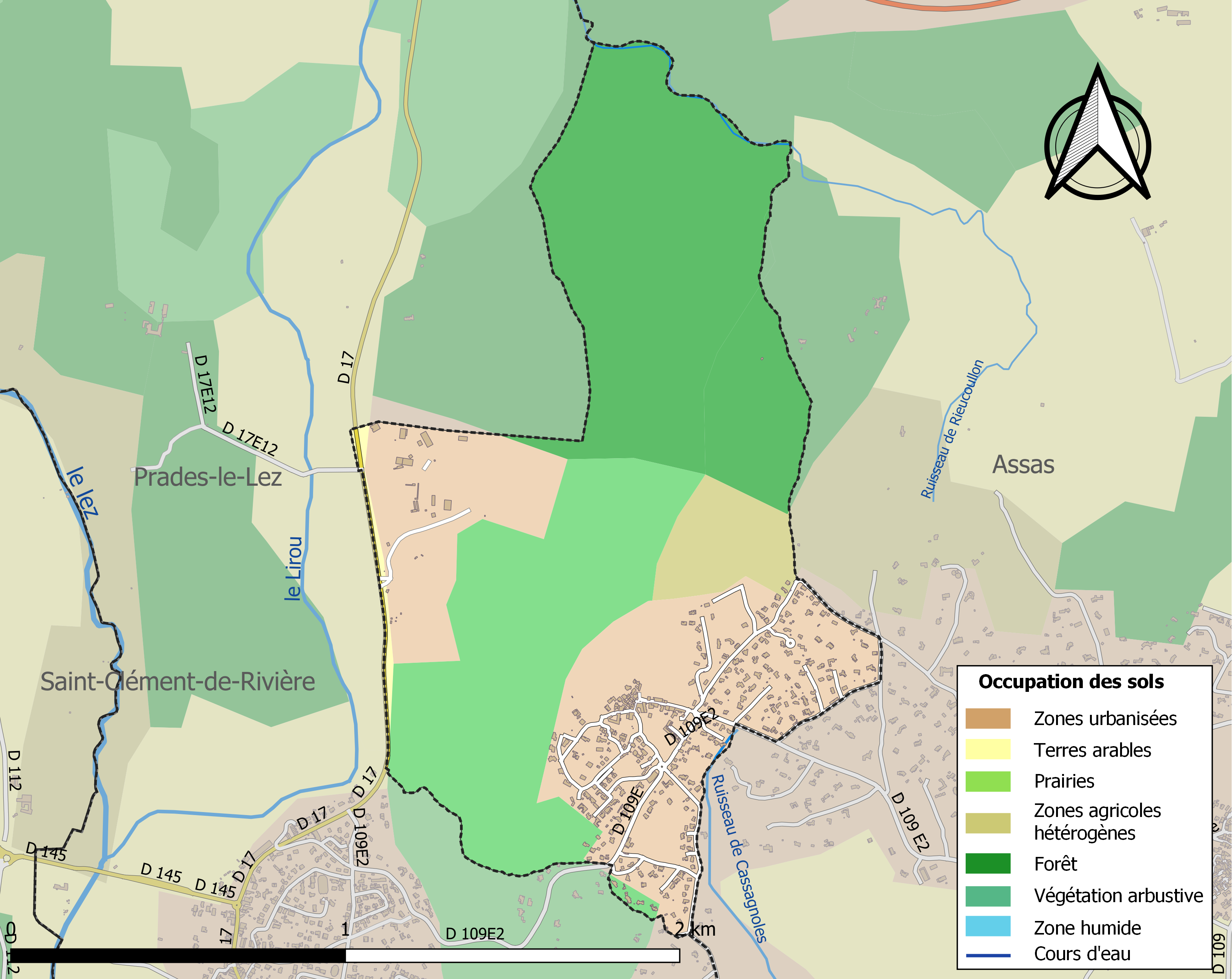
Kaart van de gemeente met de belangrijkste infrastructuur, bodemgebruik en omliggende gemeenten

## Demografie
Onderstaande figuur toont het verloop van het inwonertal (bron: INSEE-tellingen).
1. ↑  Populations de référence 2022.